# Al Coutelis

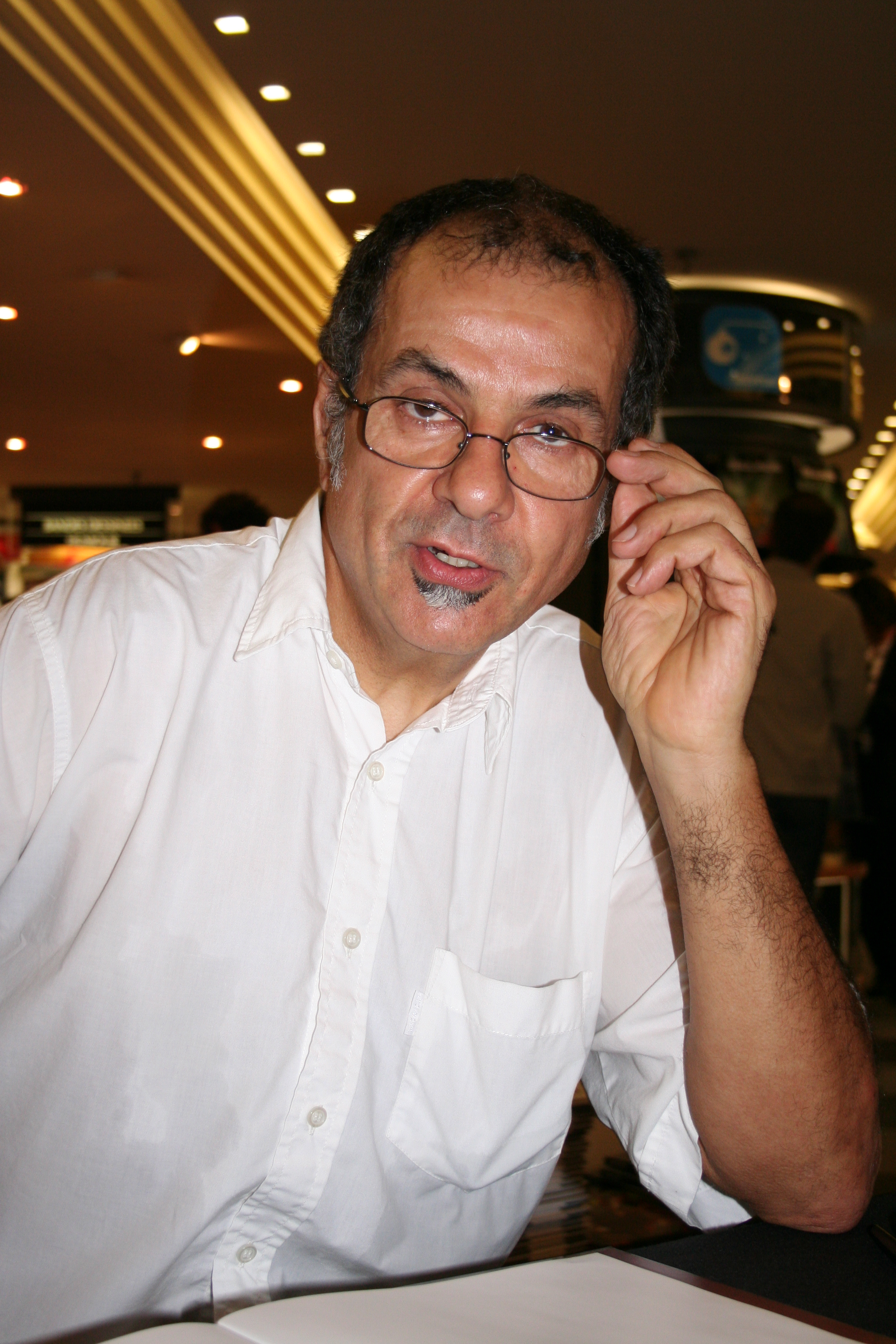
Al Coutelis 2006

Alexandre-Nicolas Coutelis (* 8. Februar 1949 in Paris) ist ein französischer Comiczeichner.

## Werdegang
Bereits in jungen Jahren war Al Coutelis vom Sport begeistert. Zweimal nahm er an den französischen Boxmeisterschaften teil. Die Welt des Comics streifte er erstmals 1971 in Pilote und begann anschließend für die Tagespresse zu arbeiten. Die Kehrtwende zum Comic erfolgte 1976 in Pif Gadget. Nach einer ersten Zusammenarbeit mit Jean-Michel Charlier mit Le Privé, einem Krimi um einen US-Privatdedektiv für L’Écho des Savanes, konnte er die Serie Tanguy und Laverdure übernehmen. Es blieb bei einem Band, eine weitere Episode blieb durch den Tod des Szenaristen unvollendet.

## Werke
- 1981: Superdupont
- 1983: Cecil Sander
- 1984: Dampierre et Morrisson
- 1985–86: Le Privé, Story von Jean-Michel Charlier, Kriminalgeschichte in der ein amerikanischer Privatdetektiv bei der Aufklärung eines Entführungsfalles auf eine geheimnisvolle Sekte trifft
- 1988: Tanguy und Laverdure
- 1990: Die 13 Gebote[4]
- 1991: Man - Super héros polyvalent
- 1996: Welcome Land
- 2000: A.D. Grand-Rivière
- 2002: Di Cazzo
- 2006: Le Grec